# Alexander Glaser

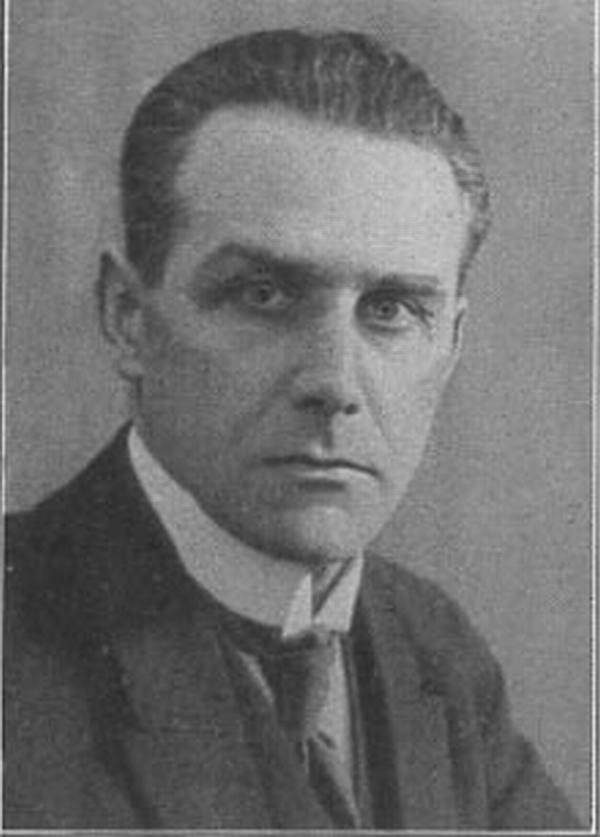
Alexander Glaser

Alexander Glaser (* 1. Juli 1884 in München; † 5. Juli 1934 ebenda) war ein deutscher Rechtsanwalt und Politiker (DVP, später Völkischer Block). Glaser wurde vor allem bekannt als Abgeordneter des Bayerischen Landtages (1920–28) und als einer der Getöteten des sogenannten Röhm-Putsches von 1934.

## Leben und Wirken
Nach dem Abitur 1903 am Wilhelmsgymnasium München studierte Glaser Rechtswissenschaften an der Universität Erlangen. Parallel zu seinem Studium arbeitete er seit 1909 für die MAN in Nürnberg: seit 1911 war er auch Mitglied des MAN-Beirates. 1913 promovierte er dort mit einer Arbeit über Die Bedeutung der Staatsangehörigkeit nach den Bürgerlichrechtlichen Normen des Internationalen Privatrechts zum Dr. jur.
Ebenfalls um 1913 heiratete Glaser: Aus der Ehe ging ein Sohn, Alexander Glaser junior, hervor, der später Mediziner wurde. Nachdem seine Ehefrau 1918 nach Südamerika auswanderte führte Glaser seit 1920 eine Lebensgemeinschaft mit der Ärztin Gertrude Wenter (* 20. August 1887).
Als Reserveoffizier nahm Glaser am Ersten Weltkrieg teil. 

### Weimarer Republik und NS-Zeit
Nach dem Ende des Ersten Weltkriegs ging Glaser in die Politik: 1920 wurde er als Kandidat für die Deutsche Volkspartei (DVP) in den Bayerischen Landtag gewählt. Bei der Neuwahl 1924 gab er sein Mandat für die DVP ab und ließ sich stattdessen als Kandidat für den Völkischen Block in Bayern aufstellen, den er am 6. Januar mit Rudolf von Xylander und Rudolf Buttmann gegründet hatte und für den er bis 1928 – zeitweise als Fraktionsführer – im bayerischen Parlament saß.
Politisch war Glaser gut vernetzt: Er verfügte über gute Beziehungen zu den Vaterländischen Verbänden sowie zu russischen Emigrantenkreisen in München. Außerdem stand er dem langjährigen Organisationsleiter der NSDAP Gregor Strasser nahe. Zusammen mit Strasser und Buttmann besuchte er am 5. Juli 1924 auch Hitler in der Feste Landsberg, den er bei dieser Gelegenheit kennengelernt haben dürfte. Heinrich Egner zufolge diente der Zweck vermutlich dazu „um mit ihm [Hitler] das Vorgehen der Landtagsfraktion abzustimmen“. Wohl auf Veranlassung Strassers wurde er Mitglied der NSDAP, in deren Politischer Organisation er kurzzeitig eine führende Rolle übernahm: Laut Mitteilung der Reichsleitung der NSDAP vom 7. Juli 1932 ernannte Strasser, damals Leiter der Politischen Organisation der NSDAP (damit de facto Generalsekretär der Partei), Glaser „mit sofortiger Wirkung“ zu seinem Stabsleiter.
Neben seiner Arbeit im Parlament ging Glaser seinem erlernten Beruf als Anwalt nach. Außerdem schrieb er Beiträge für verschiedene Zeitungen, unter anderem auch für den Völkischen Beobachter.
Im Frühjahr 1934 verklagte Glaser im Auftrag des Verlegers Joseph Huber aus Dießen am Ammersee Max Amann, den Direktor des Münchener Eher-Verlages, dem Hausverlag der NSDAP. Streitgegenstand des Verfahrens, das Huber und Glaser gewannen, war eine vom Eher-Verlag herausgegebene Schrift. Darüber hinaus war Glaser in eine Klage gegen einen leitenden Angehörigen der Münchener SD-Zentrale verwickelt.
Im März 1934 wurde Glaser erstmals auf Veranlassung von Reinhard Heydrich festgenommen, musste aber gegen den Willen Heydrichs wieder auf freien Fuß gesetzt werden.

### Ermordung
Am Abend des 30. Juni 1934 wurde Glaser vor seiner Wohnung in der Amalienstraße in München von mehreren SS-Leuten aufgesucht. Als er, nach der Aufforderung die Männer zu begleiten, umwandte, um sein Jackett zu greifen und anzuziehen, feuerte ein SS-Mann ihm von hinten mehrmals in den Kopf. Er erlag seinen Verletzungen wenige Tage später, am 5. Juli 1934, im Krankenhaus Schwabing. Obwohl Glaser erdbestattet wurde, erhielten seine Verwandten später eine Urne mit seiner angeblichen Asche zugeschickt.
Der Anschlag auf Glaser erfolgte im Zusammenhang mit der unter der Propagandabezeichnung „Röhm-Putsch“ bekanntgewordenen politischen Säuberungsaktion der NS-Regierung vom Frühsommer 1934. Im Zuge dieser Aktion ließ Hitler in erster Linie seine tatsächlichen oder vermeintlichen Gegner in den eigenen Reihen, insbesondere in der Sturmabteilung (SA), beseitigen. Glaser – politisch zu dieser Zeit eine völlig unbedrohliche Figur – wurde allem Anschein nach aus passender Gelegenheit getötet. 
In der Fachliteratur wird zumeist angenommen, dass Glaser entweder wegen seiner Beziehungen zu Gregor Strasser, einem der Hauptziele der Mordaktion (Straßer wurde ebenfalls am 30. Juni 1934 erschossen), umgebracht wurde, oder aber, dass seine Ermordung ein Racheakt für seine oben erwähnte Beteiligung an den Prozessen gegen Amann und/oder den SD-Führungsbeamten erfolgte.

## Archivarische Überlieferung
Im Hauptstaatsarchiv München wird eine Anwaltspersonalakte zu Glaser verwahrt (MJU 20774).

## Schriften
- Die Bedeutung der Staatsangehörigkeit nach den Bürgerlichrechtlichen Normen des internationalen Privatrechts unter besonderer Berücksichtigung des Einführungsgesetzes zum Bürgerlichen Gesetzbuch. Erlangen 1913 (Dissertation).